# Abshire-Insel
Die Abshire-Insel ist eine kleine Insel vor der Westküste der Antarktischen Halbinsel. Sie ist die östlichste der drei Gould-Inseln im Südwesten der Marguerite Bay.
Das Advisory Committee on Antarctic Names benannte sie nach Kapitän Joseph Abshire vom Forschungsschiff RV Laurence M. Gould der US-amerikanischen National Science Foundation, von dem im Januar 2009 die Gould-Inseln gesichtet und ihre Position bestimmt wurde.